# Maximum Overdrive
Pour plus de détails, voir Fiche technique et Distribution.
Maximum Overdrive est un film de science-fiction américain, écrit et réalisé par Stephen King d'après sa propre nouvelle Poids lourds (Trucks), et sorti en 1986.

## Synopsis
Alors que la Terre traverse la queue d'une comète, des machines prennent soudainement vie. Tout commence par des incidents sans gravité : un distributeur de billets insulte les clients (dont Stephen King dans un caméo), une enseigne lumineuse invite les passants à aller se faire voir. La situation devient tragique lorsqu'un pont basculant se soulève pendant la circulation intense, ce qui fait que tous les véhicules alors sur le pont tombent dans la rivière ou entrent en collision. Le chaos s'installe alors que des machines de toutes sortes commencent à attaquer les humains. À un relais routier juste à l'extérieur de Wilmington, en Caroline du Nord, un employé, Duncan Keller, est aveuglé après qu'une pompe à essence lui a pulvérisé du diesel dans les yeux. Une serveuse est blessée par un couteau électrique, et un jeu d'arcade électrocute un homme. L'employé et ex-taulard Bill Robinson soupçonne que quelque chose ne va pas. Pendant ce temps, lors d'un match de Little League Baseball, un distributeur de boissons tue l'entraîneur en tirant à bout portant dans son crâne. Un rouleau compresseur écrase l'un des enfants en fuite, mais Deke Keller (le fils de Duncan) parvient à s'échapper.
Un couple de jeunes mariés, Connie et Curtis, s'arrête à une station-service, où un camion tente d'écraser Curtis, mais lui et Connie s'échappent dans leur voiture. Deke se promène dans sa ville alors que des gens sont brutalement tués par des tondeuses à gazon, des tronçonneuses, des sèche-cheveux électriques, des radios de poche et des voitures télécommandées. Au relais routier, un camion Western Star arborant un masque géant du Bouffon vert sur sa calandre tue le père de Deke et un vendeur de Bibles. Plus tard, plusieurs camions encerclent le relais routier.
Pendant ce temps, Connie et Curtis sont poursuivis par un camion, mais ils lui font avoir un accident. Ils arrivent au relais et essaient de passer entre les camions, mais leur voiture est heurtée et se renverse. Bill et Brett, une auto-stoppeuse, se précipitent pour les aider, mais les camions les attaquent. Le patron de Bill, Hendershot, utilise des roquettes M72 LAW qu'il avait stockées dans un bunker caché sous le restaurant pour détruire de nombreux camions. Deke arrive au relais plus tard dans la soirée et essaie d'entrer par les égouts mais échoue. Cette nuit-là, les survivants entendent le vendeur de Bibles crier dans un fossé, et Bill et Curtis sortent pour l'aider en passant par les égouts. Deke trouve le vendeur de Bibles et pense qu'il est mort, mais il saute soudainement sur lui. Bill et Curtis sauvent Deke.
Le lendemain matin, un bulldozer Caterpillar D7 et un camion militaire foncent sur le relais. Hendershot utilise le lance-roquettes pour faire sauter le bulldozer. Le camion tire à la mitrailleuse dans le bâtiment, tuant plusieurs personnes. Il exige alors, par l'envoi de signaux en morse avec son klaxon que Deke déchiffre, que les humains pompent le diesel des camions pour eux en échange de leur vie. Les survivants se rendent vite compte qu'ils sont devenus esclaves de leurs propres machines. Robinson suggère qu'ils s'échappent vers une île juste au large de la côte, sur laquelle aucun véhicule n'est autorisé.
Au cours d'une opération de ravitaillement, Robinson lance une grenade sur le camion militaire, le détruisant, puis conduit le groupe hors du relais par une trappe d'égout jusqu'à la route principale, alors que les camions démolissent le bâtiment. Les survivants sont poursuivis jusqu'aux docks par le camion Bouffon vert. Celui-ci réussit à tuer Brad le camionneur. Robinson détruit le camion avec une roquette. Les survivants naviguent ensuite vers l'île en sécurité.

## Fiche technique
- Titre original et français : Maximum Overdrive
- Titre français : Les Roues de Satan ; Les Camions Maléfiques (Québec)
- Réalisation : Stephen King
- Scénario : Stephen King, d'après sa nouvelle Poids lourds
- Photographie : Armando Nannuzzi
- Montage : Evan A. Lottman
- Musique : AC/DC
- Producteur : Martha Schumacher
- Coproducteur : Milton Subotsky
- Société de production : De Laurentiis Entertainment Group (DEG)
- Sociétés de distribution : De Laurentiis Entertainment Group (DEG) (États-Unis), Metropolitan FilmExport[1] (France)
- Budget : 9 000 000 $[2]
- Format : Technicolor - 2,35:1 - 35mm - son Dolby
- Genre : science-fiction, horreur
- Durée : 98 minutes
- Dates de sortie : 
  - États-Unis : 25 juillet 1986
  - France : 25 novembre 1987
- Classification :
  - France - CNC : tous publics[1]

## Distribution
- Emilio Estevez : Bill Robinson
- Pat Hingle : Hendershot
- Laura Harrington : Brett
- Yeardley Smith : Connie
- John Short : Curtis
- Ellen McElduff : Wanda June
- J. C. Quinn : Duncan Keller
- Holter Graham : Deke Keller
- Frankie Faison : Handy
- Leon Rippy : Brad
- Stephen King : l'homme au distributeur
- Giancarlo Esposito : le joueur de jeux vidéo

## Production

### Développement
Les droits d'adaptation de la nouvelle Poids lourds passent dans plusieurs mains avant d'échouer dans celles de Dino De Laurentiis, qui persuade Stephen King d'écrire un scénario pour un projet de film. Désirant confier la réalisation à un metteur en scène inexpérimenté, De Laurentiis la propose à King. L'écrivain, qui caresse le projet de passer derrière la caméra, saisit alors cette occasion pour le salaire relativement peu onéreux de 70 000 $. Le scénario écrit par King donne vie à toutes les machines, et non uniquement les véhicules comme dans la nouvelle, et inclut, à la demande des producteurs, une explication à l'éveil des machines.

### Tournage
Le tournage commence en juillet 1985 et se déroule dans la région de Wilmington, en Caroline du Nord, principalement à Leland, où une réplique de relais routier est construite. Le directeur de la photographie Armando Nannuzzi, qui ne parle pas anglais, communique avec King par l'intermédiaire d'un traducteur pendant tout le tournage. Lors d'une scène, Nannuzzi a un œil crevé par des éclats de bois provenant d'une souche heurtée par une tondeuse à gazon. Il intente par la suite un procès à King pour négligence, le cas étant finalement réglé à l'amiable. Stephen King, qui est à l'époque du tournage alcoolique et accro à la cocaïne, avoue par la suite que, bien qu'il se soit préparé sérieusement avec des storyboards, il ne savait absolument pas ce qu'il faisait et que personne n'osait le lui dire, que ce film est probablement la plus mauvaise adaptation de son œuvre et qu'il ne repasserait sans doute jamais derrière une caméra.

### Musique
La bande son du film est l'album Who Made Who d'AC/DC, sorti en 1986 et composé de trois nouvelles pistes, le single Who Made Who et deux morceaux instrumentaux, et six autres provenant de leurs albums précédents. Le groupe enregistre Who Made Who aux Compass Point Studios, aux Bahamas, après avoir rencontré Stephen King et Dino De Laurentiis.

## Accueil

### Box-office
Le film a été un échec commercial, rapportant environ 7 430 000 $ au box-office en Amérique du Nord pour un budget de 9 000 000 $. En France, il totalise 276 272 entrées.

### Critique
Il a reçu un accueil critique très défavorable, recueillant 17 % de critiques positives, avec une note moyenne de 3/10 et sur la base de 12 critiques collectées, sur le site agrégateur de critiques Rotten Tomatoes. Le site Metacritic, quant à lui, lui donne un score moyen de 24⁄100, sur la base de 8 critiques collectées.

## Distinctions
Le film a été doublement nommé à la cérémonie des Razzie Awards 1987 : pire acteur pour Emilio Estevez et pire réalisateur pour Stephen King. Plus glorieusement, il a été sélectionné pour le festival de film fantastique Fantasporto de Porto en 1988.

## Remake
Une autre version de la nouvelle de Stephen King, intitulée Trucks : Les Camions de l'enfer, est sortie en téléfilm en 1997.